# Niall Sheehy
Niall Joseph Sheehy (Bray, 30 gennaio 1981) è un attore e cantante irlandese, noto soprattutto come interprete di musical nel West End di Londra.

## Biografia
Ha recitato a Londra in musical di successo come Wicked (2010), Spamalot (2011), Les Misérables (2013) e Titanic (2016).
Ha partecipato a due talent show, Any Dream Will Do and Superstar, per trovare i protagonisti delle produzioni di Londra dei musical Joseph and the Amazing Technicolor Dreamcoat e Jesus Christ Superstar.